# Юниорская сборная Казахстана по хоккею с шайбой
Юниорская сборная Казахстана по хоккею с шайбой — хоккейная сборная, которая представляет Казахстан на ежегодном чемпионате мира среди юниорских команд, а также на международных турнирах среди юниорских сборных для игроков не старше 18 лет. Команда состоит из молодых игроков — граждан Республики Казахстан, которым в год проведения чемпионата мира исполняется 18 или менее лет. Находится под эгидой Казахстанской федерации хоккея с шайбой. За свою историю выступлений на чемпионатах Азии и Океании сборная трижды завоёвывала высшие награды, два раза брала серебро.

## История
В 1993—1997 годах казахстанская юниорская сборная принимала участие в чемпионате Азии и Океании по хоккею с шайбой среди юниорских команд. Являясь одной из сильнейших команд региона, сборная Казахстана трижды (1993, 1994, 1996) становилась чемпионом и дважды (1995, 1997) вице-чемпионом.
В 1998 юниорская сборная перешла из Азии в Европу. Чемпионат Европы сборная начала с самого низа, с группы D. В этой группе сборная заняла первое место, и вышла в следующий дивизион.
В 1999 году Чемпионат Европы стала Чемпионатом мира. Чемпионат мира сборная начала с третьего дивизиона. В следующем году сборная заняла первое место и вышла в следующий дивизион.
В 2002 сборная заняла первое место в первом дивизионе и вышла в элитный раунд чемпионата мира.
В 2003 году, в первом в своей истории элитном раунде сборная заняла последнее место и вылетела обратно в первый дивизион.
С 2004 года сборная играет в первом дивизионе.

## Выступления на чемпионатах мира (Азии, Европы)
| Год                  | Место проведения | Главный тренер      | Результат  | Бомбардир                                                                      |
| -------------------- | ---------------- | ------------------- | ---------- | ------------------------------------------------------------------------------ |
| Азия и Океания, 1993 | Сеул             |                     | 1          | Станислав Пиневский 18 (13+5) Илья Лашин 18 (10+8)                             |
| Азия и Океания, 1994 | Пекин            |                     | 1          | Александр Покладов, Вячеслав Земсков, Роман Фадин 4 (2+2)                      |
| Азия и Океания, 1995 | Обихиро          |                     | 2          |                                                                                |
| Азия и Океания, 1996 | Усть-Каменогорск |                     | 1          | Павел Макаров 6 (3+3)                                                          |
| Азия и Океания, 1997 | Сеул             |                     | 1          |                                                                                |
| Европа IV, 1998      | Люксембург       |                     | 1          | Николай Антропов 54 (23+31)                                                    |
| III, 1999            | Бухарест         | Сергей Старыгин     | 5-е место  | Роман Козлов 8 (5+3)                                                           |
| III, 2000            | Марибор          | Александр Бузин     | 1          | Александр Семёнов 12 (7+5)                                                     |
| II, 2001             | Рига, Лиепая     | Владимир Беляев     | 5-е место  | Евгений Жданов 13 (9+4)                                                        |
| II, 2002             | Марибор, Целье   | Сергей Могильников  | 1          | Виктор Александров 9 (6+3)                                                     |
| 2003                 | Ярославль        | Владимир Беляев     | 10-е место | Константин Пушкарёв 10 (9+1)                                                   |
| II, 2004, Группа В   | Азиаго           | Анатолий Мелихов    | 4-е место  | Андрей Бордюг 5 (3+2)                                                          |
| II, 2005, Группа А   | Марибор          | Сергей Старыгин     | 3          | Сергей Тронь 8 (3+5)                                                           |
| II, 2006, Группа А   | Мишкольц         | Сергей Старыгин     | 3          | Евгений Рымарев 9 (7+2)                                                        |
| II, 2007, Группа А   | Марибор          | Владимир Беляев     | 3          | Яков Воробьёв 12 (7+5) Никита Иванов 12 (5+7)                                  |
| II, 2008, Группа А   | Торун            | Владимир Беляев     | 2          | Евгений Болякин 6 (5+1) Леонид Метальников 6 (3+3) Константин Савенков 6 (2+4) |
| II, 2009, Группа А   | Минск            | Владимир Беляев     | 4-е место  | Александр Вологодский 5 (1+4)                                                  |
| II, 2010, Группа В   | Крыница-Здруй    | Павел Макеров       | 4-е место  | Павел Каратаев 4 (2+2)                                                         |
| II, 2011, Группа А   | Рига             | Василий Васильченко | 3          | Есмуханбет Толепберген 4 (1+3)                                                 |
| II, 2012, Группа В   | Секешфехервар    | Василий Васильченко | 2          | Никита Михайлис 9 (5+4)                                                        |
| II, 2013, Группа В   | Тыхы             | Сергей Старыгин     | 1          | Семён Кошелёв 13 (6+7)                                                         |
| II, 2014, Группа А   | Ницца            | Александр Линёв     | 3          | Семён Кошелёв 8 (4+4)                                                          |
| II, 2015, Группа А   | Дебрецен         | Александр Линёв     | 5-е место  | Александр Борисевич 4 (2+2) Дмитрий Демьянов 4 (4+0) Кирилл Панюков 4 (2+2)    |
| II, 2016, Группа А   | Минск            | Александр Денисенко | 3          | Саян Данияр 5 (4+1)                                                            |
| II, 2017, Группа А   | Блед             | Виктор Буяльский    | 2          | Саян Данияр 5 (2+3) Батырлан Муратов 5 (3+2)                                   |
| II, 2018, Группа А   | Рига             | Александр Высоцкий  | 4-е место  | Андрей Буяльский 5 (3+2) Диас Гусейнов 5 (0+5)                                 |
| II, 2019, Группа А   | Гренобль         | Александр Истомин   | 2          | Диас Гусейнов 9 (3+6)                                                          |
| II, 2020, Группа А   |                  |                     |            |                                                                                |

### Статистика игроков
По состоянию на 2019 год
| Количество матчей - Семён Кошелев — 15 - Талгат Жайлауов — 15 - Евгений Гасников — 15 - Евгений Тумашов — 15 - Михаил Качулин — 15 - Дмитрий Шахов — 15 - Александр Герасимов — 15 - Александр Евсеев — 15 - Александр Черепанов — 15 | Очки - Николай Антропов — 56 (24+32) - Рустам Есиркенов — 38 (17+21) - Семён Кошелев — 24 (12+12) - Владимир Грохотов — 23 (10+13) - Михаил Юрьев — 21 (11+10) - Никита Михайлис — 21 (11+10) - Евгений Таныгин — 20 (11+9) | Голы - Николай Антропов — 24 - Рустам Есиркенов — 17 - Станислав Пиневский — 13 - Семён Кошелев — 12 - Павел Яковлев — 12 | Пасы - Николай Антропов — 32 - Рустам Есиркенов — 21 - Владимир Грохотов — 13 - Семён Кошелев — 12 |

Примечание. Игроки, выделенные курсивом, продолжают выступления.